# Richard von Zenker

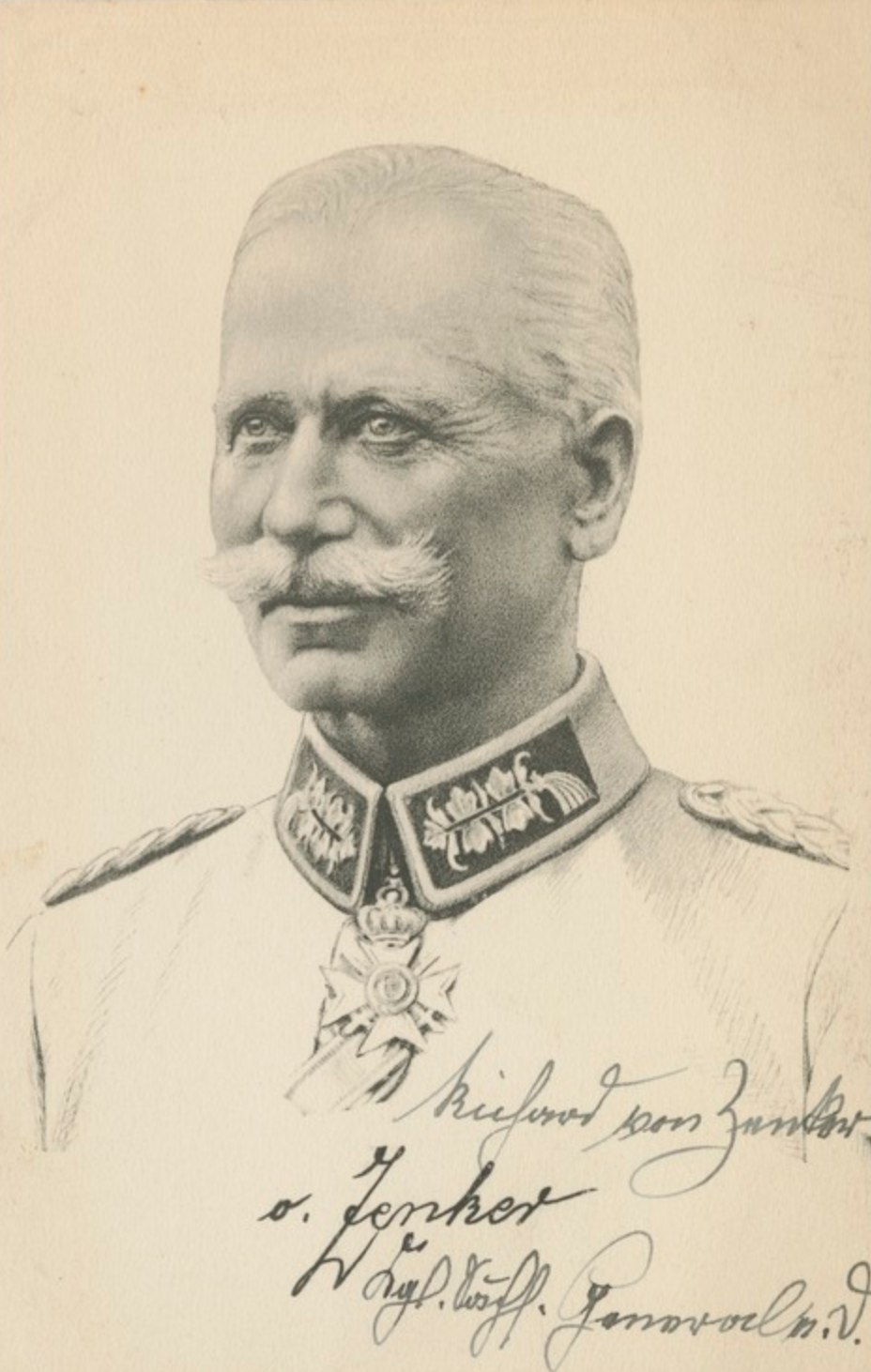
Richard von Zenker

Richard Georg von Zenker (* 12. November 1853 in Pommritz; † 1. Dezember 1945) war ein sächsischer Generalmajor.

## Leben
Richard von Zenker trat 1867 als Kadett in den sächsischen Kadettenkorps ein und wurde nach langjähriger Erziehung am 1. April 1873 als Fähnrich dem Infanterie-Regiment „König Wilhelm II. von Württemberg“ (6. Königlich Sächsisches) Nr. 105 übergeben. Er avancierte am 17. September 1875 zum Leutnant und durchlief in den folgenden Jahren eine gewöhnliche militärische Laufbahn. Er diente u. a. in der 2. und 6. Kompanie im Regiment und war zwischendurch als Assistent zur Militär-Schießschule in Berlin-Spandau abkommandiert; in diese Zeit fiel seine Beförderung zum Oberleutnant am 25. August 1882. Er wurde am 22. August 1887 in das 1. Königlich Sächsische Leib-Grenadier-Regiment Nr. 100 versetzt, in dem am 22. Juni 1888 seine Beförderung zum Hauptmann und Kompaniechef erfolgte. Nach fast 10 Jahren in dieser Eigenschaft erfolgte am 17. April 1898 seine Beförderung zum Major und Ernennung zum Bataillonskommandeur des II. Bataillons im Schützen-(Füsilier-)Regiment „Prinz Georg“ (Königlich Sächsisches) Nr. 108. 1899 wurde er mit der Wahrnehmung der Geschäfte des Vorsitzenden der Schießplatzverwaltung Königsbrück beauftragt. Am 24. September 1902 erfolgte seine Beförderung zum Oberstleutnant und etatsmäßigen Stabsoffizier beim 9. Infanterie-Regiment Nr. 133, wonach er am 23. September 1905 zum Oberst und Regimentskommandeur des 15. Königlich Sächsischen Infanterie-Regiment Nr. 181 aufstieg. Am 23. November 1906 wurde er zur Disposition gestellt und der Landwehr überführt und dort die weiteren Jahre als Kommandeur des Landwehr-Bezirks I Dresden verwendet. Im Mai 1911 wurde er mit dem Komturkreuz II. Klasse des Albrechtsordens ausgezeichnet. Unter Genehmigung seines Abschiedsgesuches wurde er am 23. September 1911 unter Verleihung des Charakter eines Generalmajors von dieser Stellung enthoben. Er wurde im März 1912 mit dem preußischen Kronenorden II. Klasse ausgezeichnet.
Er wirkte u. a. als stellvertretender Vorsitzender der königlich-sächsischen Invaliden-Stiftung in Dresden. Nach Ausbruch des Ersten Weltkrieges wurde er als z.D.-Offizier wiederverwendet und diente u. a. als Führer der Brigade "von Zenker" bei der Division Menges an der Ostfront. In dieser Eigenschaft konnte er sich bei Kämpfen im März 1915 in Mittelpolen bewähren und zwei Dörfer einnehmen. Für diese Verdienste wurde er am 27. Mai 1915 mit dem Ritterkreuz des Militär-St.-Heinrichs-Ordens ausgezeichnet. Richard von Zenker war seit dem 15. Mai 1888 mit Elfriede von Puttkamer verheiratet.